# محافظة وادي الدواسر
وادي الدواسر هي إحدى محافظات منطقة الرياض في المملكة العربية السعودية.
تسمى أيضًا بالعقيق، أو عقيق بني عُقيل، وعقيق تمرة. سمي بالوادي كونه أحد الأودية الجارية بالجزيرة العربية قديماً، ونسب إلى أهلة وسكانه أبناء قبيلة الدواسر فسمي بوادي الدواسر. والدواسر مفردها دوسري و«دوسر».

## التاريخ
وادي الدواسر غني بالآثار لكثرة الممالك والحضارات القديمة التي استوطنت به على مر العصور والأزمان، كقرية الفاو الأثرية التي تبعد عن مقر المحافظة حوالي 100 كيلومتراً تقريباً من الجهة الجنوبية الشرقية وبالتحديد في المنطقة التي يتداخل فيها وادي الدواسر مع جبال طويق عند منطقة تُسمى «الفاو» وتشرف على الحافة الشمالية الغربية للربع الخالي فهي بذلك تقع على الطريق التجاري الذي يربط جنوب الجزيرة العربية وشمالها الشرقي حيث كانت تبدأ القوافل من مملكة سبأ ومعين وقتبان وحضرموت وحمير متجهة إلى نجران ومنها إلى قرية ومنها إلى الأفلاج فاليمامة ثم تتجه شرقاً إلى الخليج وشمالاً إلى وادي الرافدين وبلاد الشام، وتُحدثنا قرية الفاو عن تلك الحضارة العريقة لمملكة «كندة» وامرؤالقيس وملك قحطان وكيف كانت بيوتهم وأسواقهم ومتاجرهم وملابسهم وأطعمتهم وآنيتهم ووسائل زينتهم ونظام أمنهم ودفاعهم عن حصونهم وأبراجهم وعن ثقافتهم وأنشطتهم الاقتصادية والاجتماعية التي تسجلها معابدهم القديمة، والتي تعود إلى ما قبل ميلاد المسيح بثلاثمائة عام أو يزيد.
كما يوجد بالمحافظة العديد من المواقع الأثرية ومنها قرية (الجو) شمال المحافظة، وعدد من الحصون والقصور الأثرية القديمة التي ما تزال صامدة ومقاومة لجميع عوامل الطبيعة.

## الجغرافيا
يُعَدّ وادي الدواسر من أهم وديان شبه الجزيرة العربية؛ إذا أخذ في الحسبان روافده الرئيسية، التي تفصلها عنه، في الوقت الحاضر، الرواسب الرملية. ويكوّن كلٌّ منها شبكة مهمة، تبدأ من جبال عسير، في جنوب غربي المملكة العربية السعودية، التي تتمتع بمناخ، تكثر فيه الأمطار، بالنسبة إلى المناطق الأخرى في شبه الجزيرة العربية.
يطلق اسم وادي الدواسر، في الوقت الحاضر، على المجرى المائي، الممتد بين نقطة التقاء تثليث مع وادي الفرشة غرباً، والربع الخالي شرقاً، والذي يخترق حافة طويق الجيرية، عند خط العرض 20 درجة و28 دقيقة شمالاً، وخط الطول 45 درجة و25 دقيقة شرقاً. أما روافده القديمة الرئيسية، التي تصرف مياه منطقة كبيرة من شبه الجزيرة العربية.

### الحدود
يحدها من الشمال محافظة القويعية ومن الشرق محافظة السليل ومحافظة الأفلاج ومن الجنوب منطقة نجران ومن الغرب منطقة عسير ومنطقة مكة المكرمة.

### الموقع
تعد محافظة وادي الدواسر من أكبر محافظات منطقة الرياض من حيث المساحة والسكان وتقع جنوب العاصمة الرياض بحوالي 650كم.

### سكانها
- بلغ عدد سكان محافظة وادي الدواسر (91,535) نسمة حسب تعداد السعودية 2022، عدد السعوديين (68,804) نسمة، وعدد غير السعوديين (22,731) نسمة.[7]
- أكثر سكان المحافظة من قبيلة الدواسر. وبلغ عدد سكانها 106152 ألف نسمة عام 2010.[8]

## الخدمات العامة

### التعليم
تم افتتاح أول مدرسة نظامية للبنين عام 1368هـ فيما كان عام 1383هـ الانطلاقة الأولى للتعليم النظامي للبنات يزيد عدد المدارس حالياً عن 250 مدرسة.

#### التعليم العالي
تم افتتاح أول كلية متوسطة للبنات بالمحافظة عام 1412هـ قبل أن تتطور إلى كلية تربية عام 1418هـ
يوجد في المحافظة العديد من المدارس والمعاهد والكليات للبنين والبنات.
ثم تتالى افتتاح العديد من الكليات الجامعية للبنين والبنات حتى بلغت 5 كليات تضم العديد من التخصصات الهامة والتي تتبع حالياً لجامعة الملك سلمان بن عبد العزيز.
- كلية التقنية للبنين عام 1425هـ.
- (كلية الآداب والعلوم) فرع جامعة الملك سعود
- معهد التدريب المهني للبنين التابع للكلية التقنية
- المعهد التعليمي
- كلية العلوم الطبية التطبيقية للبنات
- كلية التربية للبنات

### الخدمات الصحية
يوجد بالمحافظة:
- مستشفى حكومي عام.
- 18 مركزاً صحياً.
- عدد كبير من العيادات الأهلية.
- بالإضافة لمستشفى تابع للقوات المسلحة.[5]

كذلك مستوصف خاص لمنسوبي قوى الأمن العام بجميع التخصصات الطبية

## المعالم الأثرية والسياحية

### المواقع الأثرية
في وادي الدواسر الكثير من المعالم الأثرية والسياحية القديمة منها:
- قصر الملك عبد العزيز التاريخي: ويعتبر قصر الملك عبد العزيز وهو ما يُعرف بقصر الإمارة القديم من أهم المعالم في المحافظة وقد أمر ببنائه الملك عبد العزيز ـ يرحمه الله ـ ليكون مقراً للحاكم الإداري في وادي الدواسر، وهو أحد القصور التاريخية التي تزخر بعبق التاريخ المجيد منذ بناءة عام 1329 هـ، وتبلغ مساحته 5220 متراً مربعاً، وقد تم ترميمه.[9]
- قصر ربيع: ويقع هذا القصر في المعتلا في منتصف وادي الدواسر وتبلغ مساحته الإجمالية حوالي 1600م 2ويعود تاريخ هذا القصر إلى حكم الدولة السعودية الأولى وينسب إلى الداعية المعروف ربيع بن زيد المخاريم الدوسري القائم على دعوة الشيخ محمد بن عبد الوهاب في عهده ويتكون القصر من السكن الخاص والضيافة وفي زواياه الأربع أبراج تتكون من دورين بالإضافة إلى طابق سفلي كان يستخدم مستودعاً للسلاح والمؤونة وفي جزأه الجنوبي يوجد اسطبل للخيل أما مسجد الشيخ فكان يوجد خارج القصر في جهته الشرقية الشمالية وهو الذي انطلقت منه الدعوة وكان الشيخ يعّلم فيه طلابه.[9]
- قصر بهجة: ويقع في اللدام وعلى مساحة قدرت بحوالي 11500م 2وهنا روايتان الأولى تقول إنه بني ليكون مقرا للحامية التركي ويدعى (بهجت) والرواية الثاني أنه نسبة إلى بئر تسمى (بهجه) وهو النطق الصحيح لهذا القصر وهنا تشير الرواية إلى أنه بني في عصر الإمام فيصل بن تركي بن عبد الله آل سعود والذي بناه ليكون مقرا لمنصوبه آنذاك ويتكون من سور عرضه يتجاوز 50سم في بعض المواقع وتتربع في زواياه 4أبراج مرتفعة كما يوجد بداخله قسم للسكن وآخر للحكم الإداري وكذلك بئر للمياه ومسجد يقع على الشارع ليخدم القصر والمارة.[9]

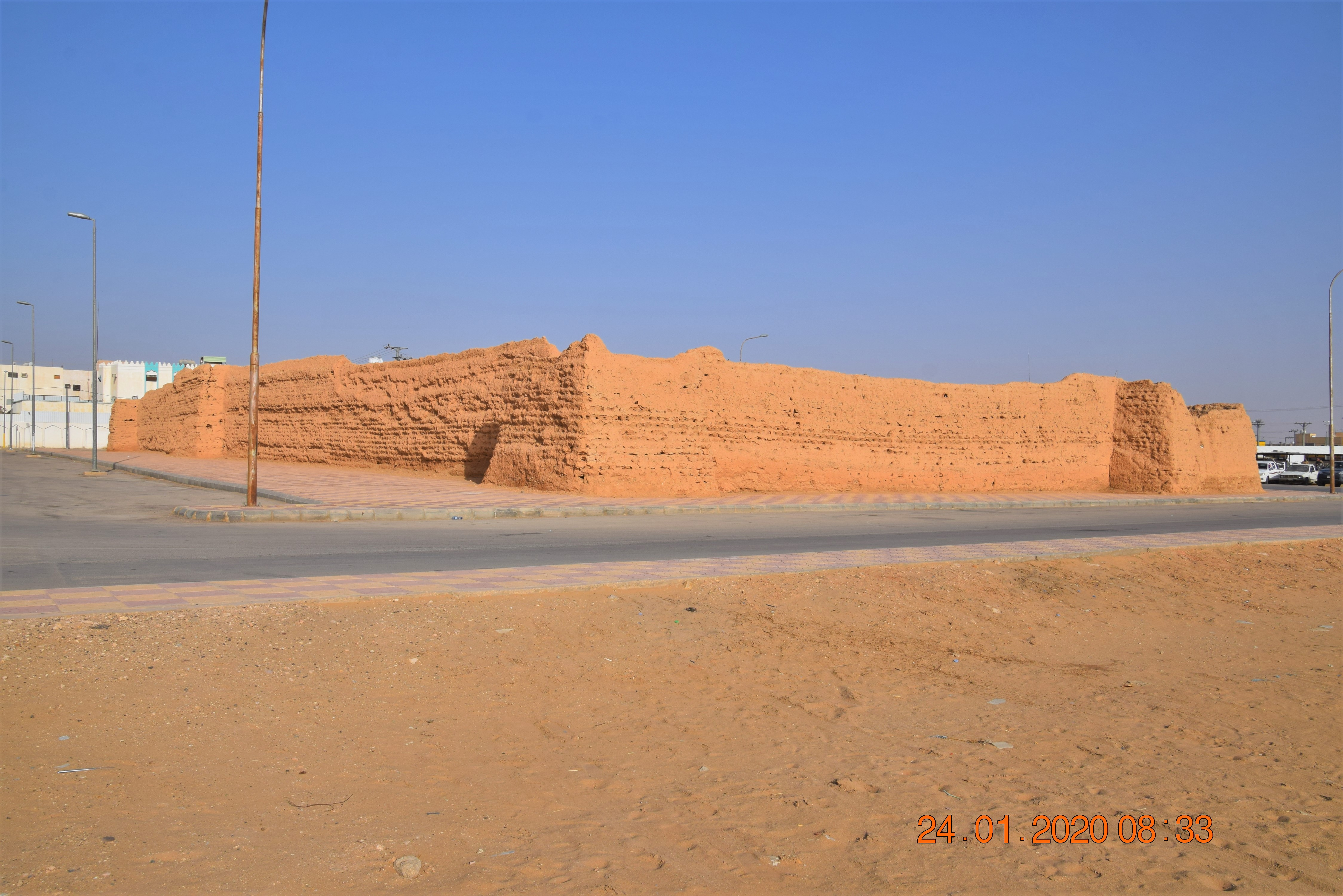
قصر بهجة

- الخويري: وهو حصن ركامي من الطين جيد التخمير مرصوص بشكل دائري ومتماسك بشكل متين أمام العوامل البيئية والبشرية ويقارب ارتفاعه 20متر تقريبا ويقع شمال شرق جامع نزوى بمسافة 200مترا وقد تضاربت الآراء في تاريخه واستخدامه إلا أنه من الواضح أنه كان مقر قيادة حامية عسكرية ويوجد به درج داخلي حلزوني وبئر بارتفاع السطح من الوسط.وقيل إن تاريخ هذا الحصن يعود إلى ما قبل القرن التاسع الهجري وسمي الآن بالخويري نسبة إلى الخوران من قبيلة الدواسر.[9]
- أطلال وحصون كندة: وتحوي المنطقة السكنية التي تزيد مساحتها عن 20000م 2يتوسط جزئها الشمالي الجامع وبئر السقيا وحوض الماء ويحيط بها سور تهدم الكثير من أجزائه وفي زواياه أربعة أبراج وهي المتعارف عليها للمراقبة وقد بقي منها صامدا برج الحاطة في الزاوية الجنوبية الغربية وبه فتحات المزاغير والمعروفة للحماية والرماية. وتوجد بالقرب من هذه المنطقة أطلال قصور متناثرة طمرت بين أشجار الأثل الكبيرة التي تدل على أحقاب أزمنة متعاقبة تعود لأكثر من 500عام وقد أثرت فيها عوامل التعرية وطمرتها الرمال ومن هذه الحصون حصون أم الريعان وتقع جنوب غرب المنطقة السكنية وحصون أم القردان وتقع غرباً منها كما أضفى الموقع الاستراتيجي لها كهمزة وصل بين وادي الدواسر والسليل ووجود المناطق الرعوية المحيطة بها أهمية كبرى لنشوء مثل تلك الحضارات الغابرة وكانت تسمى قديما (بالوسيطا).[9]
- قصر سلام: وهو أحد القصور القديمة بوادي الدواسر ويقع شرق الشرافاء في منطقة (اللغيف) ويتميز بضخامة المبنى من حيث الارتفاع وعرض الجدران والحصون ذات الطرز المعمارية الفريدة والمختلفة عن بقية الحصون بالمحافظة وقد ظهر ذلك جليا من خلال الأقواس الكبيرة في جزئه الجنوبي وبجوار تلك الحصون آثار متناثرة لمبان مطمورة وقد أشار عدد من الآثاريين الذين زاروا المحافظة في أواخر شهر ربيع الأول من عام 1424ه إلى أن هذا القصر يعتبر من أقدم القصور الآثارية حيث أرجحوا أن فترة بنائه تعود إلى القرن السادس الهجري.[9]
- قصر أبو طوق: ويقع في اللدام الشمالي وقد بناه (مراد) زعيم الحامية التركي وهو عبارة عن قلعة مربعة طول ضلعها حوالي 110أمتار في كل زاوية من زواياه الأربع برج مكون من دورين طول ضلع قاعدته المربعة 6أمتار تقريبا وارتفاعه 12مترا ويربط الأبراج سور عرضه قرابة المترين وارتفاعه ستة أمتار تقريبا ويطوق بالقلعة من الخارج خندق يصل إلى الماء بعمق 8أمتار وعرضه 3أمتار تقريبا ويحيط بكل ذلك سور ارتفاعه 3أمتار وهو أضعف من الأول وفيه أشبه ما يكون بالمحاريب وفي جهة القلعة من الغرب بوابة واحدة يتم الدخول من خلالها بعد عبور الخندق بواسطة السقالة وبداخل القلعة غرف للحكم والسكن وبئر للماء وإسطبل للخيل وفي جزء منه مقابر للحامية ولم يبق منه الآن سوى أجزاء بسيطة من سوره.
- قصر الحصين: ويقع في اللدام الشمالي ويعود تاريخه إلى الدولة السعودية الثانية وقد بناه إبراهيم الحصين وتبلغ مساحته التقريبية 592م 2(9) وهو عبارة عن قلعة بها برجان في جهتها الشمالية والجنوبية وبداخلها بئر ومسجد وغرف للسكن ولم يكن بأحسن حالا من سابقه نتيجة الزحف العمراني والذي نتمنى أن لا يمتد إلى ما تبقى من المواقع الآثرية الأخرى.[9]
- الكتابات والنقوش في جبال بني سنامة: عثرت وحدة الآثار والمتاحف في إدارة التعليم بمحافظة وادي الدواسر على عدد من المواقع الأثرية القديمة التي تقع غرب محافظة وادي الدواسر في جبال بني سنامة عند خط طول 20.15.993ش ودائرة عرض 044.18.501غ والتي تشتمل على كتابات ونقوش قديمة تعود إلى ما قبل 1400عام وتشمل على نقوش من البيئة المحيطة التي تتوفر في هذه المناطق الرعوية مثل صور للجمال والنعام والأغنام والحيوانات المفترسة وطريقة صيد الحيوانات بالرمح كما تشمل النقوش على كتابات بالخط الكوفي والمسند الجنوبي.[9]
- متحف الصادرية: أنشئ المتحف عام 2001 م يملك المتحف الشيخ سلمان بن حمود الهدلاء الرجباني الدوسري المتحف يحتوي على أكثر من 2000 قطعة أثرية 1000 عملة نقدية من مختلف العصور حتى ما قبل الميلاد. كما يحوي المتحف سيوفاً ورماحاً استخدمت في عدد من المعارك الإسلامية إضافة إلى مخطوطات سومرية يقدر عمرها بأكثر من 1700 سنة قبل الميلاد. يضم قطعا أثرية تمثل جميع حضارات العالم، مثل الحضارة الروسية والصينية واليمن وبريطانيا والسومرية وحضارة تدمر، إضافة إلى بعض الآثار التي تمثل مناطق السعودية كعسير ونجد.[10]

## المناخ
مناخ وادي الدواسر مناخ قاري «صحراوي» حار صيفاً بارد شتاءً حيث تصل درجة الحرارة في فصل الصيف إلى أكثر من 45 درجة مئوية وفي فصل الشتاء قد تصل درجة الحرارة الصغرى إلى أقل من 5 درجات مئوية.

## التقسيمات الإدارية

### المراكز
- مركز الحزم
- مركز المعتلاء
- مركز المعيذر الجنوبي
- مركز آل معدي
- مركز صبحاء الولامين
- مركز الصالحية
- مركز المخاريم
- مركز كمدة
- مركز الطوال
- مركز آل أبوسباع
- مركز النميص
- مركز القويز
- مركز صيحا
- مركز الولامين
- مركز الخماسين
- مركز آل وثيلة
- مركز ال براز
- مركز الحرارشة
- مركز الحناتيش
- مركز آل بريك
- مركز آل عريمة
- مركز آلخماسين الشمالي
- مركز آل راشد
- مركز الزويراء
- مركز العسيله
- مركز الشرافاء
- مركز الثمامية
- مركز المعتلا القديم
- مركز الفايزية
- مركز آل عويمر
- مركز بهجه
- مركز المصارير
- مركز الريان
- مركز النويعمه
- مركز مقابل
- مركز طويق
- مركز بلثقا
- مركز الحمره

### القرى
هجرة العزيزية جنوب محافظة وادي الدواسر طريق خميس تشتهر بالزراعة والهجرة يوجد بها مدرسة أبتدائية العزيزية للبنات، تقدم لها الخدمات من جميع الجهات الحكومية الخدمية بالمحافظة ومرجعها محافظة وادي الدواسر.
هجرة المصارير بها مركز إماره (العين الحارة) وجميع الخدمات
هجرة العسيلة في الهضب على طريق الجيش الرابط بين منطقة الرياض ومنطقة عسير وبها مركز إماره شرطة ومدراس ومركز صحي ومدارس أبناء وبنات مركز وحده بيطريه
هجرة بلثقاء في الهضب وبهامركز إماره مركز صحي ومدارس
هجرة دهو شمال وادي الدواسر وبها مدارس حكومية
هجرة بن شعيل جنوب المحافظة بها مدراس
هجرة النميص في الهضب على طريق الجيش الرابط بين منطقة الرياض ومنطقة عسير وبها مركز إماره ومركز خدمات بلديه ومدراس ومركز صحي ومدارس أبناء وبنات

## الثروة الزراعية والحيوانية
تعد محافظة وادي الدواسر إحدى سلال الغذاء في السعودية، وإضافة إلى امتلاكها ثروة حيوانية كبيرة من الإبل والأغنام تضم أكثر من 5560 مزرعة لإنتاج مختلف المحاصيل الزراعية وخصوصا القمح والتمور والخضراوات والحمضيات والبطاطس والبطيخ، إضافة إلى إنتاج الأعلاف الخضراء والمجففة، كالبرسيم والرودس والذرة. كما أن هناك 4244 مشروعاً زراعياً، وما يزيد على 1320 مزرعة نخيل تنتج ما يفوق 20000 طن من التمور.
كما يوجد مشروع دواجن بياض منتج بطاقة 112٫500٫000 بيضة في السنة، كما تم منح 18 ترخيصاً للدواجن اللاحم. ويوجد بالمحافظة واحدة من أكبر صوامع الغلال بالمملكة تستقبل منتجات المزارعين من القمح منذ عام 1406هـ وتقدر طاقتها التخزينية بنحو 500 ألف طن وبطاقة تفريغ تبلغ 24 ألف طن/ يوم كثاني أكبر مشروع صوامع غلال في السعودية بعد صوامع الرياض.

## الرياضة
تضم المحافظة ناديين رياضيين هما:
1. نادي الوادي الأخضر ويلعب بدوري الدرجة الثالثة.
2. نادي الصحاري ويلعب بدوري الدرجة الثالثة.

وتقع فيها مدينة الأمير سلطان بن فهد الرياضية، ومدينة الأمير ناصر بن عبد العزيز الرياضية افتتحت بعام 2013م، هي إحدى المدن الرياضية السعودية تقع في مدينة وادي الدواسر. حيث تضم المدينة الرياضية ملعباً لكرة القدم يتسع لحوالي 10,000 متفرج وهو متعدد الإستخدامات، ويوجد كذلك عدد من المرافق للرياضات الأخرى. ويعتبر استاد المدينة ملعباً أساسياً لكل من نادي الوادي الأخضر ونادي الصحاري في المباريات الرسمية.